# 太子賓館
金瓜石太子賓館，是位於台灣新北市瑞芳區金瓜石的一棟日治時期建築，也是金瓜石地區保存狀態最好的日式建築之一，現為新北市市定古蹟。

## 簡介
金瓜石太子賓館興建於日治時期，關於創建年代至今仍未有定論，目前依據當地文史工作者及相關文獻研究推論其建成於1922年或1924年。
根據金瓜石當地居民說法，太子賓館是由田中鑛業株式會社修建於1922年，修建目的是為了迎接計劃來訪的皇太子（即後來的裕仁天皇），故而得名；然而之後皇太子並未造訪礦山地區而沒在此下榻，但仍招待過皇室的特派員入住過五、六次。1931年曾增建別館。戰後，由臺灣金銅鑛務局接收，並改名為第一招待所，或稱「第一賓館」，許多國民黨的達官貴人都經常來此度假。之後改由臺電公司接管，於民國83年（1994）成立修護單位，民國84年（1995）重新整修，後完成修復工作。
2000年，太子賓館獲選為臺北縣歷史建築十景之一、以及臺灣歷史建築百景的第46名。
2007年3月14日，太子賓館以「金瓜石太子賓館」名稱正式公告指定為臺北縣市定古蹟，後為新北市市定古蹟目前由台電公司委予新北市立黃金博物館作為博物館館舍之一，僅開放外部庭園，供民眾參觀。

## 建築設計

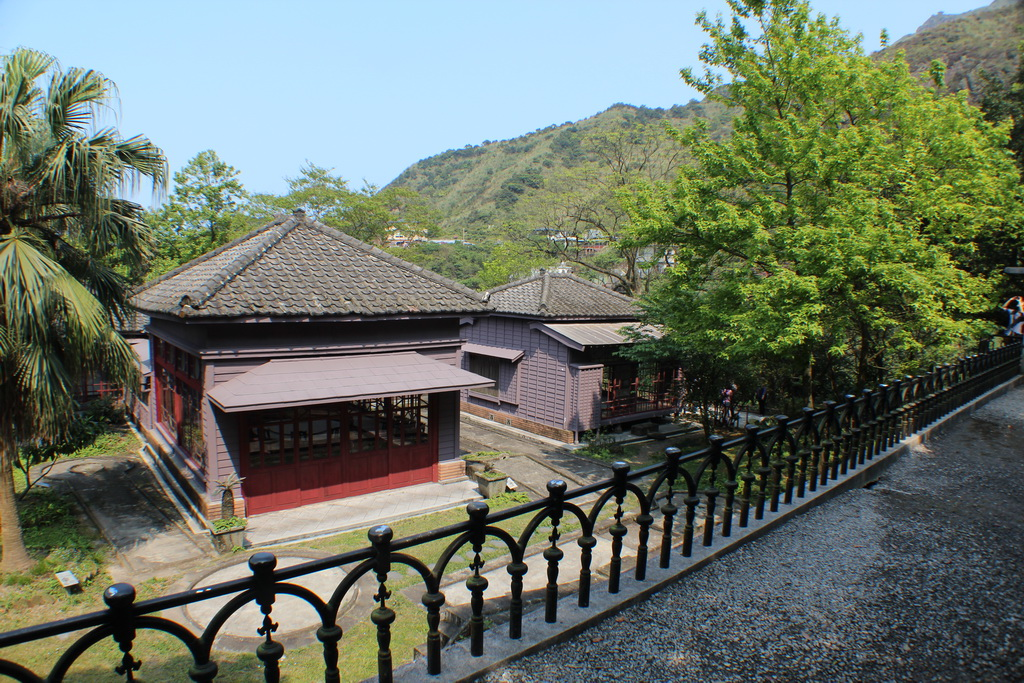
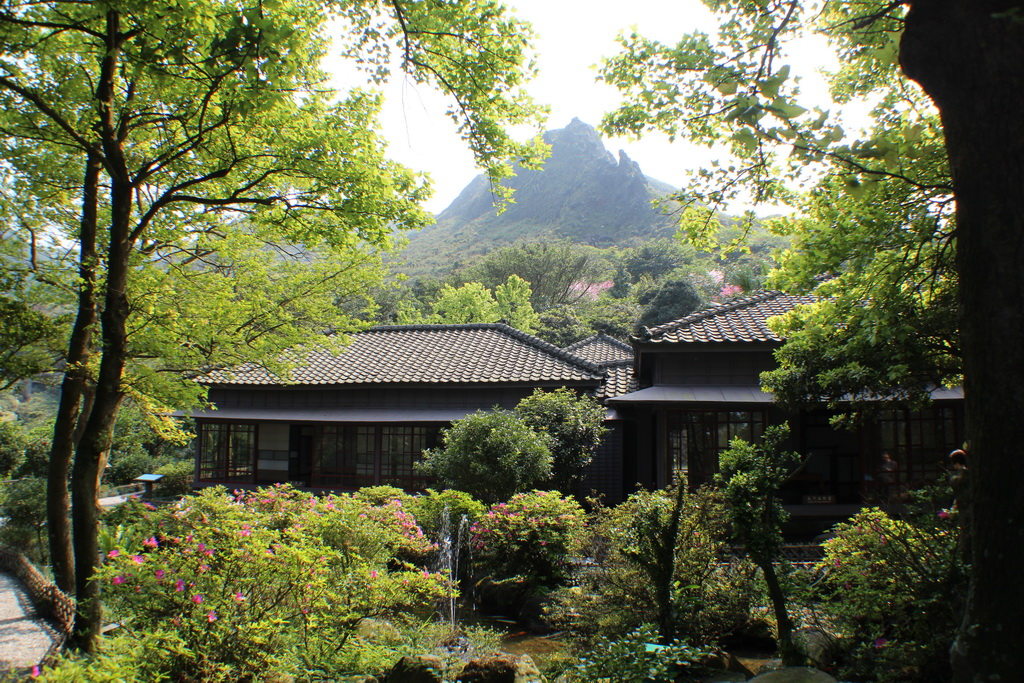
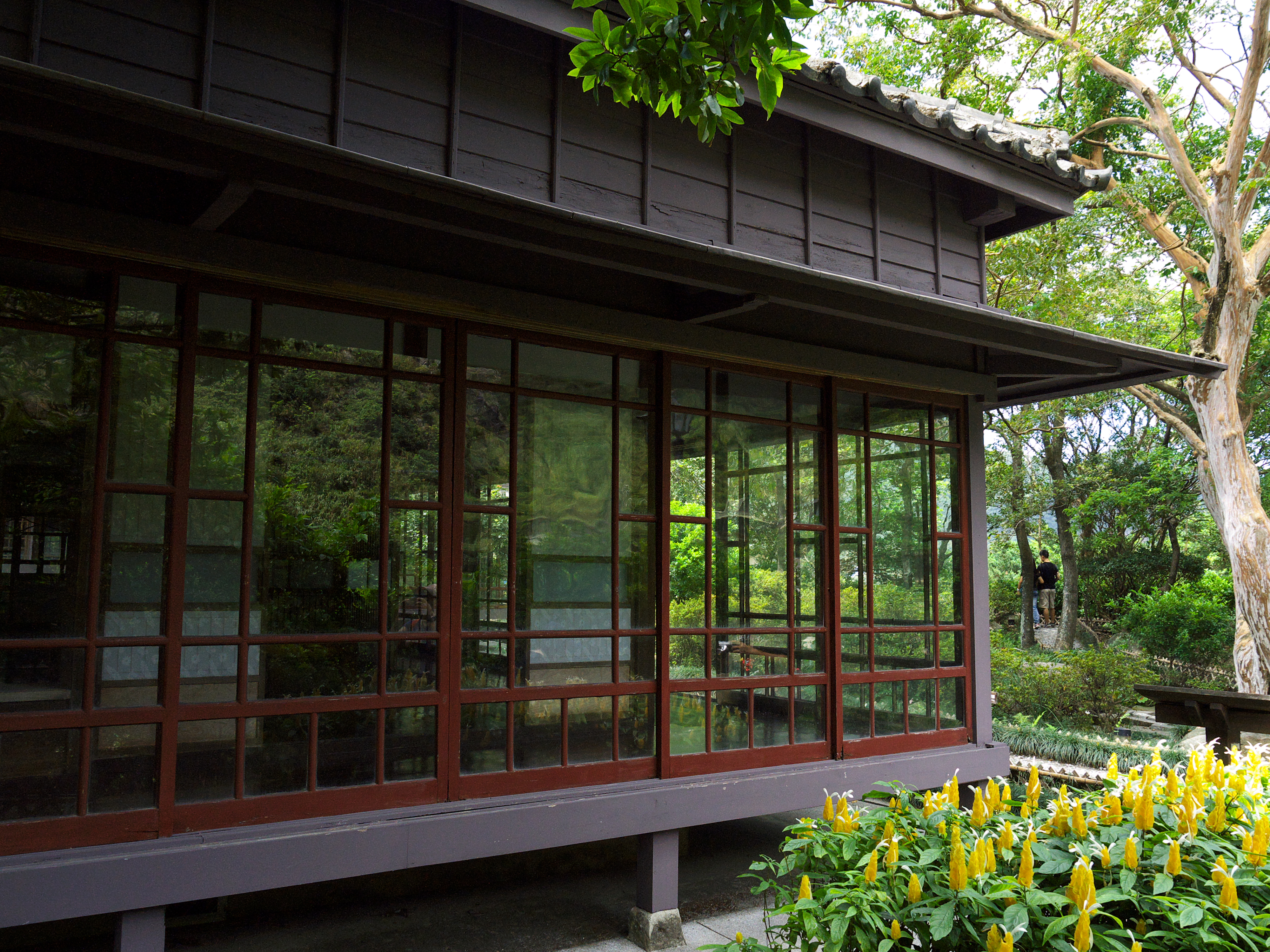
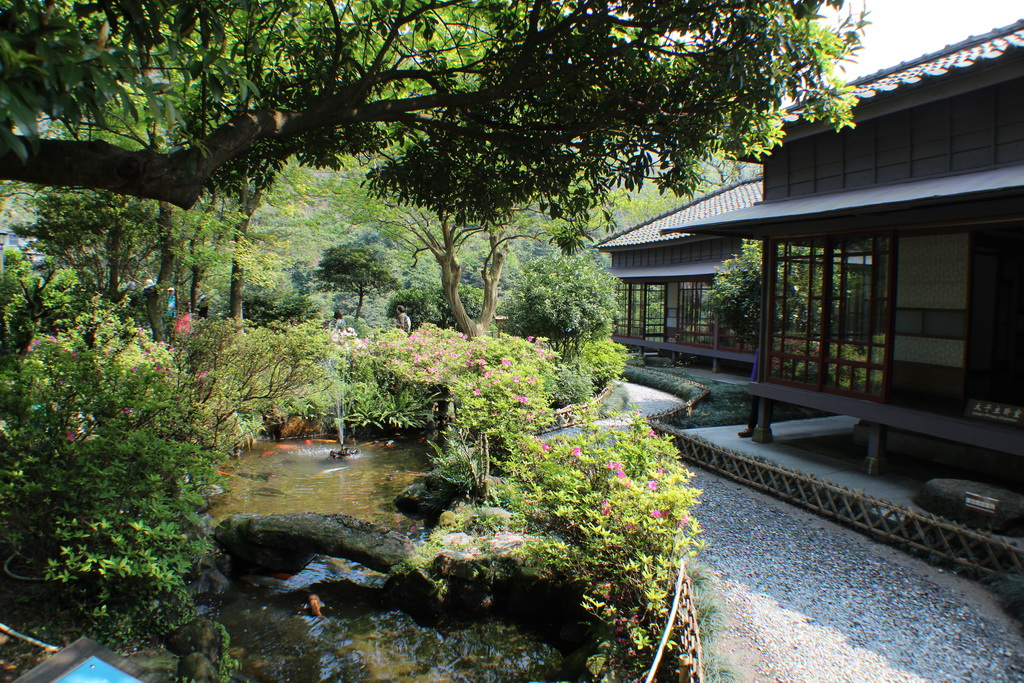

太子賓館主體建物總面積達360坪，主體建築佔141.5坪，屬於典型「書院造」樣式，主要由玄關、座敷（床之間、 書院）、襖（不透光拉門）、杉戶等元素所組成，建築配置與外部庭園融合成雁行排列，使用大量檜木所構築，在建材方面亦選用上等木材，如檜木、紫檀、櫻花木等，並使用傳統以榫頭銜接的建築工法，不使用任何鐵釘，後院設有迷你高爾夫球場和射箭場。

## 外部連結
- 太子賓館 - 新北市立黃金博物館 （页面存档备份，存于）
- 太子賓館- 國家文化資產網 （页面存档备份，存于）
- 太子賓館- 文化部iCulture （页面存档备份，存于）